# I'm Coming Out
Singles de Diana Ross
Upside Down
(1980) My Old Piano
(1980)
I'm Coming Out est un single interprété par Diana Ross et écrit, joué et produit par Nile Rodgers et Bernard Edwards du groupe Chic. Sortie le 22 août 1980 sur le label discographique Motown, la chanson est extraite de l'album Diana (1980).
Rodgers a eu l'idée de I'm Coming Out après avoir remarqué des drag queens habillés comme Diana Ross dans un club de New York. Les paroles ont une signification supplémentaire car Ross quitte alors la Motown et l'influence de Berry Gordy.
La chanson est un succès et entre au hit-parade américain des singles. La chanson a été reprise par Amerie notamment.
Elle a été samplée par Stevie J. pour la chanson Mo Money Mo Problems (en) de The Notorious B.I.G..
La chanson est connue officieusement pour être un « hymne gay ».
En tournée dans le monde entier en 2013 avec son groupe, Nile Rodgers reprend la chanson à chacun de ses concerts.

## Classements hebdomadaires
| Classement (1980-81)                   | Meilleure place |
| -------------------------------------- | --------------- |
| États-Unis (Hot 100)                   | 5               |
| États-Unis (ARC Top 40)                | 2               |
| Nouvelle-Zélande (RMNZ)                | 5               |
| Allemagne (Media Control AG)           | 32              |
| France (IFOP)                          | 7               |
| Belgique (Flandre Ultratop 50 Singles) | 21              |
| Pays-Bas (Single Top 100)              | 18              |